# Jérémy Berthod
Pour les articles homonymes, voir Berthod.
Jérémy Berthod, né le 24 avril 1984 à Tassin-la-Demi-Lune, est un footballeur français qui évoluait au poste de défenseur gauche des années 2000 à 2010.
Il est par la suite entraîneur de football et entraîne notamment Ain Sud durant la saison 2022-2023, avant de devenir l'adjoint de Romain Revelli au Football Club Villefranche Beaujolais.

## Biographie

### Jeunesse
C'est au club de Chazay-d'Azergues, village au nord ouest de Lyon, que l'aîné de la famille Berthod commence le football. Il joue alors attaquant et se fait rapidement remarquer.
À onze ans, Jérémy intègre le centre de formation de l'Olympique lyonnais. En septembre 2001, avec son ami lyonnais Kévin Jacmot, il est sélectionné pour la Coupe du monde des moins de 17 ans à Trinité-et-Tobago.

### Professionnalisme
À l'été 2003 il signe son premier contrat professionnel de trois ans. Paul Le Guen le lance en Ligue 1 le 13 septembre 2003 lors de la réception de l'AJ Auxerre (1-1). Deux mois plus tard, Berthod débute en Ligue des champions. Pour son baptême européen, il découvre l'Olympiastadion du Bayern Munich, s'oppose à Roy Makaay et Roque Santa Cruz et l'OL l'emporte (2-1).
Il reste quatre saisons durant lesquelles il gagne quatre titres de Champions de France (de 2004 à 2007) et trois Trophées des champions (de 2004, 2005 et 2006). Il dispute aussi 13 matchs de Ligue des champions avec l'Olympique lyonnais, dont trois quarts de finale (en 2004, 2005 et 2006) .Détrôné par Éric Abidal, il quitte, à 23 ans, son club formateur pour l'AS Monaco.
N'ayant joué que 12 matchs de Ligue 1 avec ce club, il quitte Monaco au bout d'une saison pour s'engager en juin 2008 avec l'AJ Auxerre.
Victime d'une grave blessure au genou pendant les matchs de préparation, il se blesse de nouveau à un mollet lors de son retour en octobre. Il effectue alors ses premiers pas avec l'équipe professionnelle de l'AJA en janvier 2009. En juin 2012, à la suite de sa descente en Ligue 2, l'AJ Auxerre ne lui propose pas de prolongation de contrat.
Il s'engage en janvier 2013 avec le club norvégien Sarpsborg 08 FF. Il a été élu meilleur latéral gauche de Tippeligaen.

### Fin de carrière et reconversion
Le 13 avril 2015, il annonce ne plus avoir la motivation nécessaire pour exercer son métier de footballeur et prend sa retraite sportive à 31 ans.
Il rejoint ensuite le club amateur de DOMTAC, club de l'ouest lyonnais, pour jouer et pour passer ses diplômes d’entraîneur.
Il est également consultant sur OL TV.

### Entraîneur
En juin 2020, il s'engage avec le FC Limonest - Saint-Didier et encadre l'équipe réserve.
Le 27 mai 2022, la presse locale annonce que Jérémy Berthod devient le prochain entraîneur de la N3 d'Ain Sud pour la saison 2022-2023,. En juin 2023, avant le dernier match du championnat, Jérémy Berthod annonce qu'il quitte le poste d'entraîneur d'Ain Sud à l'issue de la saison, après avoir assuré le maintien du club au niveau National 3.
Il devient adjoint au Football Club Villefranche Beaujolais fin juin 2023.

## Statistiques
| Saison      | Club               | Pays    | Championnat | Championnat | Championnat | Championnat  | Championnat  | Coupe d'Europe | Coupe d'Europe | Coupe d'Europe |
| Saison      | Club               | Pays    | Division    | Matchs      | Buts        | Cartons      | Cartons      | Type           | Matchs         | Buts           |
| ----------- | ------------------ | ------- | ----------- | ----------- | ----------- | ------------ | ------------ | -------------- | -------------- | -------------- |
| Saison      | Club               | Pays    | Division    | Matchs      | Buts        | Carton jaune | Carton rouge | Type           | Matchs         | Buts           |
| 2003 - 2004 | Olympique lyonnais | France  | Ligue 1     | 26          | 0           | 4            | 0            | C1             | 6              | 0              |
| 2004 - 2005 | Olympique lyonnais | France  | Ligue 1     | 22          | 0           | 4            | 0            | C1             | 4              | 1              |
| 2005 - 2006 | Olympique lyonnais | France  | Ligue 1     | 16          | 1           | 3            | 0            | C1             | 2              | 0              |
| 2006 - 2007 | Olympique lyonnais | France  | Ligue 1     | 10          | 0           | 2            | 0            | C1             | 6              | 0              |
| 2007 - 2008 | AS Monaco          | France  | Ligue 1     | 12          | 0           | 4            | 0            | -              | -              | -              |
| 2008 - 2009 | AJ Auxerre         | France  | Ligue 1     | 8           | 1           | 1            | 0            | -              | -              | -              |
| 2009 - 2010 | AJ Auxerre         | France  | Ligue 1     | 18          | 0           | 3            | 1            | -              | -              | -              |
| 2010 - 2011 | AJ Auxerre         | France  | Ligue 1     | 17          | 0           | 2            | 0            | C1             | 1              | 0              |
| 2011 - 2012 | AJ Auxerre         | France  | Ligue 1     | 15          | 0           | 6            | 0            | -              | -              | -              |
| 2013        | Sarpsborg 08 FF    | Norvège | Tippeligaen | 22          | 3           | 3            | 0            | -              | -              | -              |
| 2014        | Sarpsborg 08 FF    | Norvège | Tippeligaen | 16          | 1           | 2            | 0            | -              | -              | -              |

## Palmarès

### En club
- Champion de France en 2004, en 2005, en 2006 et en 2007 avec l'Olympique lyonnais
- Vainqueur du Trophée des champions en 2004, en 2005 et en 2006 avec l’Olympique lyonnais

### En équipe de France
- International moins de 17 ans, moins de 19 ans et Espoirs
- Champion du monde des moins de 17 ans en 2001 avec les moins de 17 ans

### Distinction individuelle
- Élu meilleur latéral gauche de Tippeligaen en 2013